# مگنولیا پیکچرز
مگنولیا پیکچرز به (انگلیسی: Magnolia Pictures) یک شرکت پخش و فروش فیلم آمریکائی است. این شرکت تابع ۲۹۲۹ اینترتیمنت است. 